# Rhum J.M
Le rhum J.M est un rhum agricole produit depuis 1845 à Macouba, dans le nord-est de l'île de la Martinique (France), entre la rivière Roches et la rivière de Macouba, au pied de la montagne Pelée. La distillerie est installée au milieu des 300 hectares de l'habitation de Fonds-Préville qui existe depuis 1790.

## Historique

### L'habitation Bellevue
Mentionnée dès 1671, l'habitation est une des plus anciennes plantations de Macouba. Après avoir appartenu à Antoine Joseph Marraud de Siganoly, elle change plusieurs fois de propriétaires à la fin du XVIIIe siècle (Signay, Pérez, Pécoul). En 1794, M. Desgrottes Montganier l'achète à M. Pécoul. À cette période, 219 esclaves y cultive de la canne à sucre et du manioc.
Au cours du XIXe siècle, l'abolition de l'esclavage puis l'arrivée de travailleurs indiens en Martinique réorganisent le travail sur l'habitation.

### L'habitation Fonds-Préville
En 1790, Antoine Leroux-Préville achète ce domaine de 164 ha. En 1845, Jean-Marie Martin, un marchand de Saint-Pierre, achète l'habitation aux filles de Leroux-Préville et fonde une distillerie à laquelle il donne ses initiales : J.M..

### Réunion des habitations sous la famille Crassous de Médeuil

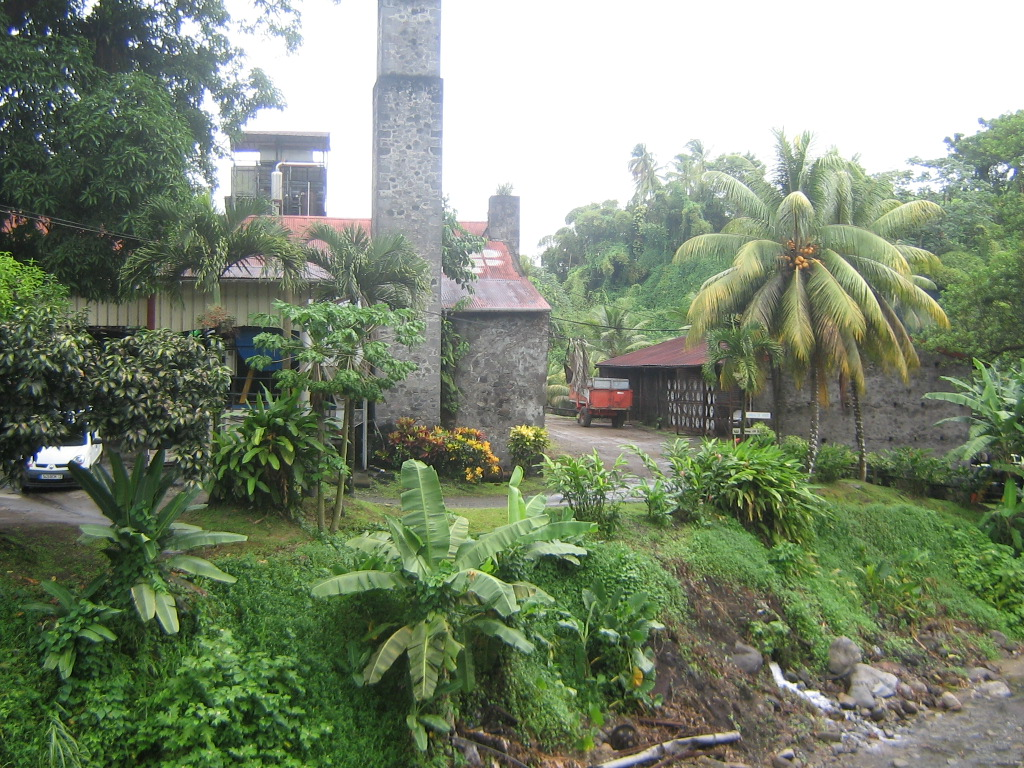
Les bâtiments de la distillerie.

En 1913, Gustave Crassous de Médeuil, industriel, déjà propriétaire de l'habitation Bellevue, rachète également celle de Fonds-Préville, pour en faire un unique domaine,. Du café est produit sur le domaine jusqu'à la Seconde Guerre mondiale, et un essai de culture de tabac est abandonné dans les années 1960. 
À la suite du rachat de la distillerie Fond-Préville en 1971, l'habitation s'engage dans la production rhumière. L'ananas y est aussi cultivé sur 50 ha. 
La distillerie et les habitations ont été rachetées aux héritiers de la famille Crassous de Médeuil en 2002 par le Groupe Bernard Hayot, aussi propriétaire de Rhum Clément. 

## Production

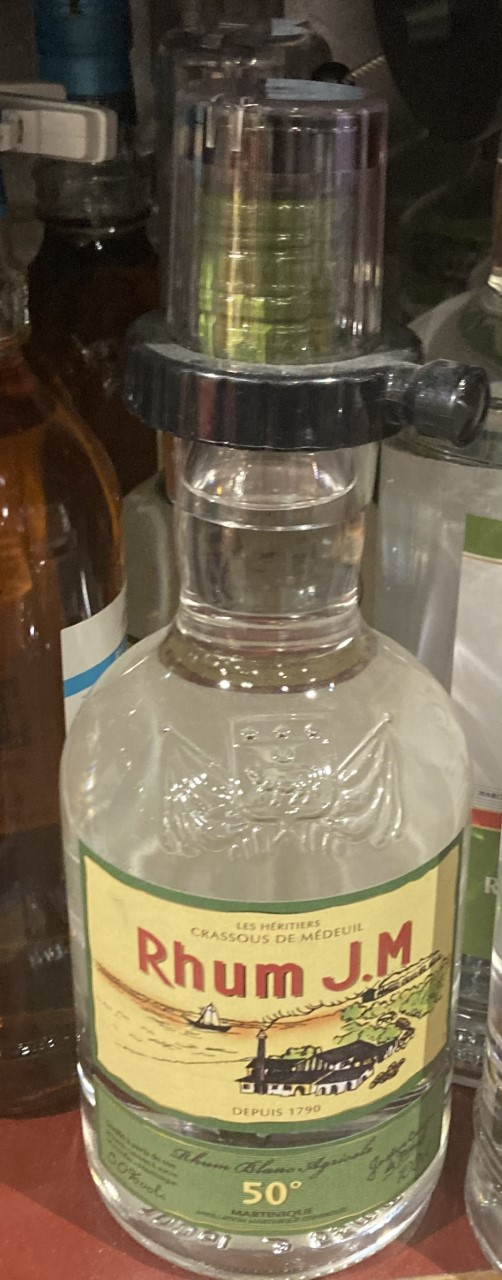
Bouteille de rhum J.M.

Le rhum J.M es produit exclusivement à partir de cannes cultivées sur le domaine de l'habitation Bellevue. Située sur les flancs de la montagne Pelée, elle utilise les variétés de canne à sucre suivantes :
- B5992
- B64277
- B69566
- R570

La lettre « B » indique la provenance de l'île de la Barbade ; la lettre « R » indique l'île de la Réunion.
La rhumerie JM distille son rhum agricole dans deux colonnes traditionnelles en cuivre, de type créole. Le rhum est distillé à 72 % afin de conserver toute la richesse aromatique de la canne à sucre.
Il bénéficie de l'AOC, rhum agricole de Martinique,